# Terry (Mississipi)
Terry és una població dels Estats Units a l'estat de Mississipi. Segons el cens del 2000 tenia 664 habitants.

## Demografia
Segons el cens del 2000, Terry tenia 664 habitants, 263 habitatges, i 181 famílies. La densitat de població era de 111 habitants per km².
Dels 263 habitatges en un 35,4% hi vivien nens de menys de 18 anys, en un 49,4% hi vivien parelles casades, en un 15,6% dones solteres, i en un 30,8% no eren unitats familiars. En el 26,6% dels habitatges hi vivien persones soles el 12,9% de les quals corresponia a persones de 65 anys o més que vivien soles. El nombre mitjà de persones vivint en cada habitatge era de 2,52 i el nombre mitjà de persones que vivien en cada família era de 3,1.
Per edats la població es repartia de la següent manera: un 27,7% tenia menys de 18 anys, un 7,8% entre 18 i 24, un 28,8% entre 25 i 44, un 20,6% de 45 a 60 i un 15,1% 65 anys o més.
L'edat mediana era de 37 anys. Per cada 100 dones de 18 o més anys hi havia 84,6 homes.
La renda mediana per habitatge era de 30.192 $ i la renda mediana per família de 35.875 $. Els homes tenien una renda mediana de 25.781 $ mentre que les dones 24.167 $. La renda per capita de la població era de 19.011 $. Entorn del 17% de les famílies i el 16,2% de la població estaven per davall del llindar de pobresa.

## Poblacions més properes
El següent diagrama mostra les poblacions més properes.